# 性功能
性功能（Sexual function）是指人體在各性反应周期中的反應，也有可能是性功能障碍的結果。現今已定義了幾個性功能的不同層面，以是麥斯特與強生的研究為基礎。性功能的層面定義為评估有关性欲、勃起、性高潮及射精。評估性功能的指南一般會建議分為四個階段：
第一階段處理性功能定義層面的文件，主要的問題有
1. 此功能是否完好？例如在特定一段時間內是否有發生過勃起或性高潮？
2. 若此功能不完好，功能的頻率或強度有什麼特點。例如在特定一段時間內，出現勃起或性高潮的次數，其高潮快感強度或是勃起硬度相較於年輕（或是身體最理想時期）的情形。在這個階段對性功能缺失或減弱的解釋，建議可分為是心理或是生理的。

第二階段評估在一定時間內不同性活動（例如性交）的頻率。在這個階段對性功能缺失或減弱的解釋，建議可分為是心理、生理、宗教及伦理学上的原因。
第三階段評估性功能缺失或減弱帶來多大程度的壓力及困擾。
第四階段是評估性功能缺失或減弱的痛苦和健康及情緒孤立之間的關係。
上述指南是以以評估男性性功能的角度所訂定的，和治療前列腺癌有關。不過此一概念已有調整，而且可以適用來評估女性的性功能。